# TT100
La tombe thébaine TT 100 est située dans la vallée des Nobles à Cheikh Abd el-Gournah, dans la nécropole thébaine, sur la rive ouest du Nil, face à Louxor en Égypte.
C'est la sépulture richement décorée de Rekhmirê, vizir de Thoutmôsis III, puis d’Amenhotep II.